# ラヴ・アルバム
ラヴ・アルバム（The Love Album）は、2006年に発表されたウエストライフのアルバム。これまでに発表されたアルバムにも「カバー楽曲」が収録されているが、このアルバムはすべての楽曲が「カバー」になっている。アルバムコンセプトは「LOVE」であり、さまざまな「LOVE」に関する楽曲を「カバー」して収録されている。

## 収録曲
1. ローズ - "The Rose" (Amanda McBroom) - 3:39
2. 愛のかげり - "Total Eclipse of the Heart" (Jim Steinman) - 4:40
3. オール・アウト・オブ・ラヴ - "All Out of Love (feat. Delta Goodrem)" (Graham Russell & Clive Davis) - 3:44
4. 恋するデビー - "You Light Up My Life" (Joe Brooks) - 3:27
5. イージー - "Easy" (Lionel Richie) - 4:26
6. 美しすぎて - "You Are So Beautiful (to Me)" (Billy Preston, Dennis Wilson & Bruce Fisher) - 3:03
7. 恋に落ちたら - "Have You Ever Been in Love" (Andy Hill, Pete Sinfield & John Danter) - 3:41
8. ラヴ・キャン・ビルド・ア・ブリッジ - "Love Can Build a Bridge" (John Barlow Jarvis, Naomi Judd & Paul Overstreet) - 3:55
9. ダンス - "The Dance" (Anthony Arata) - 3:58
10. オール・オア・ナッシング - "All or Nothing" (Steve Mac & Wayne Hector) - 3:56
11. ふられた気持ち - "You've Lost That Loving Feeling" (Phil Spector, Barry Mann & Cynthia Weil) - 3:25
12. ソリティア（日本盤ボーナス・トラック） - "Solitaire" (Neil Sedaka & Phil Cody) - 5:07
13. 変わらぬ想い（日本盤ボーナス・トラック） - "Nothing's Gonna Change My Love for You" (Michael Masser & Gerry Goffin) - 3:48